# Puchar Mistrzów IIHF 2005
W roku 2005 Puchar Mistrzów odbył się w Petersburgu.

## Faza Grupowa

### Grupa Hlinki
L = lokata, M = liczba rozegranych spotkań, W = Wygrane (ogółem), P = Porażki (ogółem), R = Remisy, G+ = Gole strzelone, G- = Gole stracone, Pkt = Liczba zdobytych punktów +/- Różnica bramek
| L  | Drużyna         | M | Pkt | W | R | P | G+ | G- | +/- |
| -- | --------------- | - | --- | - | - | - | -- | -- | --- |
| 1. | Oulun Kärpät    | 2 | 4   | 2 | 0 | 0 | 10 | 4  | +6  |
| 2. | HC Zlín         | 2 | 2   | 1 | 0 | 1 | 5  | 7  | -2  |
| 3. | Frankfurt Lions | 2 | 0   | 0 | 0 | 2 | 6  | 10 | -4  |

13 stycznia:
- HC Zlín - Frankfurt Lions 4:3

14 stycznia:
- Kärpät Oulu - HC Zlín 4:1

15 stycznia:
- Frankfurt Lions - Kärpat Oulu 3:6

### Grupa Ragulina
L = lokata, M = liczba rozegranych spotkań, W = Wygrane (ogółem), P = Porażki (ogółem), R = Remisy, G+ = Gole strzelone, G- = Gole stracone, Pkt = Liczba zdobytych punktów +/- Różnica bramek
| L  | Drużyna           | M | Pkt | W | R | P | G+ | G- | +/- |
| -- | ----------------- | - | --- | - | - | - | -- | -- | --- |
| 1. | Awangard Omsk     | 2 | 4   | 2 | 0 | 0 | 15 | 1  | +14 |
| 2. | HV 71 Jönköping   | 2 | 2   | 1 | 0 | 1 | 4  | 10 | -6  |
| 3. | HC Dukla Trenczyn | 2 | 0   | 0 | 0 | 2 | 2  | 10 | -8  |

13 stycznia:
- HC Dukla Trenczyn - Awangard Omsk 1:6

14 stycznia:
- HV Jönköping - HC Dukla Trenczyn 4:1

15 stycznia:
- Awangard Omsk - HV Jönköping 9:0

## Finał
16 stycznia:
- Awangard Omsk - Kärpät Oulu 2:1 po dogrywce

## Ostateczna kolejność
| M | Nazwa klubu       |
| 1 | Awangard Omsk     |
| 2 | Oulun Kärpät      |
| 3 | HC Zlín           |
| 4 | HV 71 Jönköping   |
| 5 | Frankfurt Lions   |
| 6 | HC Dukla Trenczyn |

## Statystyki i nagrody
- Pierwsze miejsce w klasyfikacji strzelców turnieju –  Maksim Suszynski (Awangard): 4 gole
- Pierwsze miejsce w klasyfikacji asystentów turnieju –  Andriej Kowalenko (Awangard) i  Aleksandr Prokopjew (Awangard): 4 asysty
- Pierwsze miejsce w klasyfikacji kanadyjskiej turnieju –  Maksim Suszynski (Awangard): 7 punktów
- Pierwsze miejsce w klasyfikacji +/- turnieju –  Maksim Suszynski (Awangard): +5
- Pierwsze miejsce w klasyfikacji skuteczności interwencji bramkarzy turnieju –  Norm Maracle (Awangard): 97,26%
- Pierwsze miejsce w klasyfikacji średniej goli straconych na mecz bramkarzy turnieju –  Norm Maracle (Awangard): 0,60

Nagrody indywidualne
- Najlepszy bramkarz –  Norm Maracle (Awangard)
- Najlepszy obrońca –  Josef Boumedienne (Kärpät)
- Najlepszy napastnik –  Maksim Suszynski (Awangard)
- Najbardziej Wartościowy Gracz turnieju –  Maksim Suszynski (Awangard)

Drużyna Gwiazd turnieju
- Bramkarz:  Norm Maracle (Awangard)
- Obrońcy:  Oleg Twierdowski (Awangard),  Josef Boumedienne (Kärpät)
- Napastnicy:  Maksim Suszynski (Awangard),  Jussi Jokinen (Kärpät),  Andriej Kowalenko (Awangard)